# Flaminia (Schiff)
Die Flaminia war ein 1981 in Dienst gestelltes Fährschiff der italienischen Reederei Tirrenia – Compagnia italiana di navigazione. Die 1988 um knapp 12 Meter verlängerte Fähre blieb bis Juni 2011 im aktiven Dienst und wurde 2013 zum Abbruch ins indische Alang verkauft.

## Geschichte
Die Flaminia wurde am 24. Dezember 1975 in Auftrag gegeben und am 12. September 1979 unter der Baunummer 4352 in der Werft von Italcantieri in Castellammare di Stabia auf Kiel gelegt. Nach der Ablieferung an Tirrenia am 24. April 1981 erfolgte am 30. April die Indienststellung auf der Strecke von Neapel über Palermo und Genua nach Porto Torres. Die Fähre gehörte einer als Strade-Romane-Klasse bezeichneten Baureihe von insgesamt sechs Schiffen an.
1988 wurde die Flaminia um knapp 12 Meter verlängert, wodurch sich ihre Passagier- und Frachtkapazität signifikant erhöhte. Nach mehr als zwanzig Jahren auf derselben Route wechselte das Schiff im November 2004 in den Dienst zwischen Bari und Durrës, ehe der Betrieb auf dieser Linie im Januar 2011 eingestellt und die Fähre in Bari aufgelegt wurde.
Zwischen April und Juni 2011 beförderte die Flaminia unter Charter der italienischen Regierung in Lampedusa angekommene Flüchtlinge zum italienischen Festland. Nach der letzten Überfahrt zu diesem Zweck wurde das Schiff am 30. Juni 2011 in Crotone aufgelegt.
Im Juli 2012 ging die Flaminia in den Besitz der Compagnia Italiana Di Navigaz über, im September 2012 erfolgte die Umbenennung des Schiffes in New York.  Im Mai 2013 ging die Fähre zum Abbruch ins indische Alang, wo sie am 26. Juni eintraf und zwei Tage später auf den Strand gezogen wurde.